# Hartford (Connecticut)
Hartford ist die Hauptstadt des US-Bundesstaates Connecticut, Vereinigte Staaten. Sie liegt im Zentrum des Staates am Connecticut River und hatte beim United States Census 2020 etwas über 121.000 Einwohner. Die Herkunft des Namens ist auf Hertford in England zurückzuführen, den Heimatort Samuel Stones, eines der Gründer der Stadt. Vor Abschaffung der County-Verwaltungen 1960 war die Stadt auch Verwaltungssitz des Hartford County.

## Einwohnerentwicklung
| Jahr | Einwohner¹ |
| ---- | ---------- |
| 1980 | 136.392    |
| 1990 | 139.739    |
| 2000 | 124.175    |
| 2010 | 124.775    |
| 2020 | 121.054    |

¹ 1980–2020: Volkszählungsergebnisse

## Geschichte
1623 kamen die ersten Siedler aus Nieuw Nederland, einem Territorium an der Ostküste, das die Vereinigten Niederlande zu dieser Zeit für sich beanspruchten. 1633 bauten sie das erste bewehrte Blockhaus und entsandten eine kleine Garnison Soldaten mit ein paar Kanonen, um gegen die Indianer vorgehen zu können. 1636 kamen die ersten englischen Siedler mit einem Treck aus Newtown und begannen sich – nördlich der niederländischen Ansiedlung – niederzulassen. Durch das Zusammenwachsen der beiden Siedlungen entstand im 19. Jahrhundert die heutige Stadt.
Am 6. Juli 1944 kam es zu einem verheerenden Brand, als der Zirkus Ringling Brothers and Barnum & Bailey niederbrannte. Dabei wurden 168 Menschen getötet und mehr als 700 Menschen verletzt (die Zahlen differieren, je nach Quelle). Insgesamt explodierten etwa 800 kg Paraffin und rund 6000 Gallonen (25 m3) Gas. Die Ursache konnte nie ermittelt werden; vermutet werden Brandstiftung, ein defekter Scheinwerfer oder eine weggeworfene Zigarette.
Beim Flugunfall einer Swearingen Metro der Aviation Services bei Hartford 1993 stürzte das Flugzeug in den Connecticut River. Beide Insassen kamen ums Leben.
Von 1979 bis 1997 war der einzige Profisport-Franchise in Hartford, die Hartford Whalers, in der NHL. Trotz solider Fanbasis wurde das Team aber nach Raleigh in North Carolina verlegt und spielt dort seitdem als Carolina Hurricanes. Im Jahr 2016 wurden die Hartford Yard Goats gegründet, ein Minor-League-Baseball-Team, welches in der Double-A Northeast-Liga spielt. Heimspiele werden im Dunkin’ Donuts Park, am Nordrand der Innenstadt, ausgetragen. Im Jahr 2018 wurde das Profi-Fußballteam Hartford Athletic gegründet, das seit 2019 in der USL Championship spielt und seine Heimspiele im Dillon Stadium, in unmittelbarer Nachbarschaft des Colt Armory (der ehemaligen Waffenfabrik von Samuel Colt) austrägt.

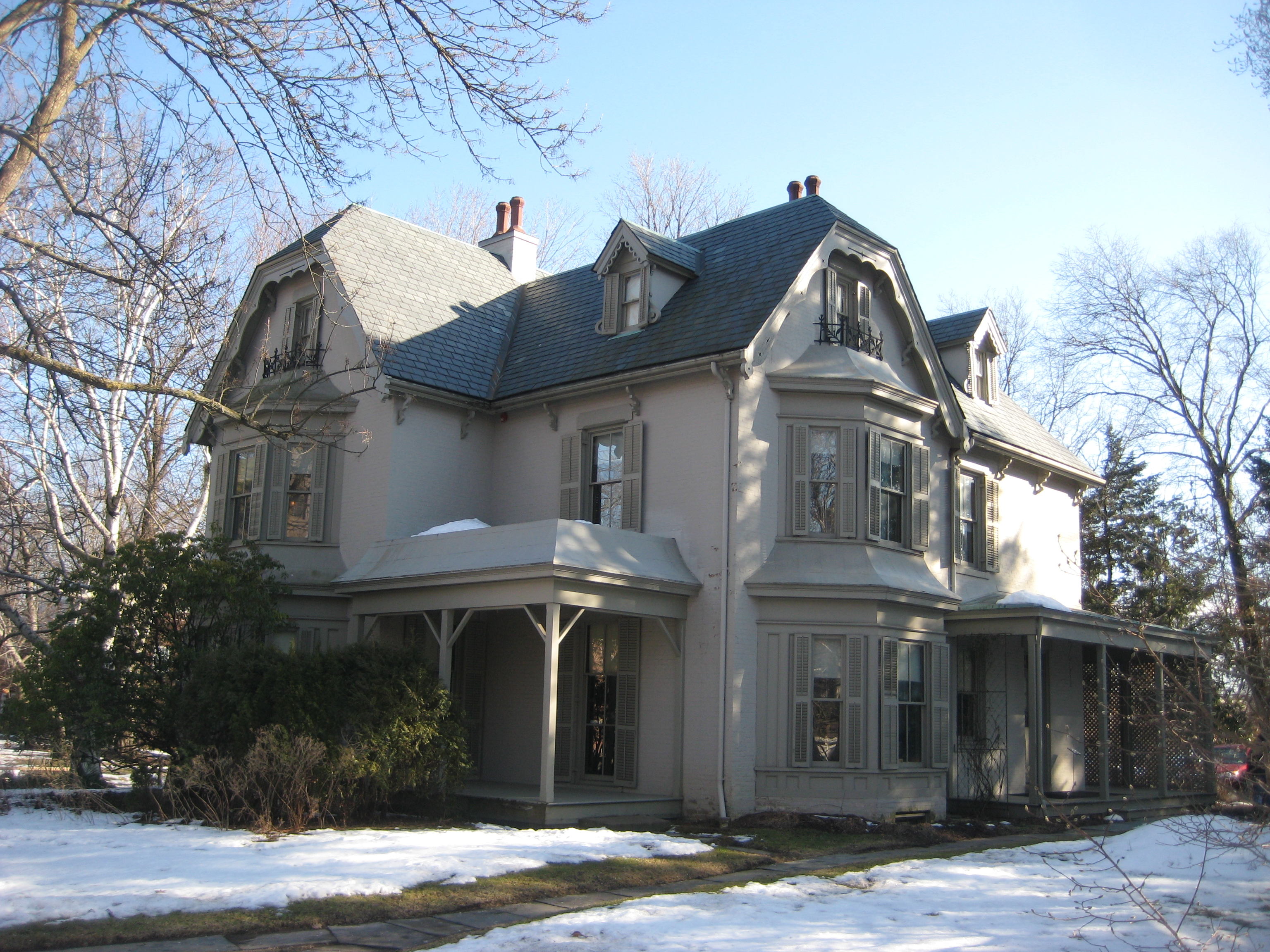
Harriet Beecher Stowe House (2010)

Acht Bauwerke und Stätten in Hartford haben den Status einer National Historic Landmark, darunter das Mark Twain House, das Connecticut State Capitol und das Harriet Beecher Stowe House. 141 Bauwerke und Stätten der Stadt sind im National Register of Historic Places (NRHP) eingetragen (Stand 31. Oktober 2018).

## Kultur und Sehenswürdigkeiten
- Wadsworth Atheneum, das älteste Kunstmuseum der Vereinigten Staaten
- Kapitol von Connecticut
- Bushnell Park, die älteste öffentliche Parkanlage der Vereinigten Staaten
- Museum of Connecticut History
- Science Center of Connecticut
- Colt Armory
- XL Center (Sportarena von Hartford)
- Mark Twain House
- Harriet Beecher Stowe Center
- Cathedral of St. Joseph des Erzbistums Hartford

In Hartford stehen viele der höchsten Gebäude des US-Bundesstaates Connecticut.
Das Hartford Wolf Pack ist eine Eishockeymannschaft in der American Hockey League. Sie spielt im XL Center und ist seit seiner Gründung das Farmteam der New York Rangers (NHL), in der ECHL kooperiert man mit den Jacksonville Icemen.

## Wirtschaft und Infrastruktur
Die Metropolregion von Hartford erbrachte 2016 ein Bruttoinlandsprodukt von 90,0 Milliarden US-Dollar und belegte damit Platz 40 unter den Großräumen der USA. Die Arbeitslosenrate in der Metropolregion betrug 4,3 Prozent und lag damit über dem nationalen Durchschnitt von 3,8 Prozent (Stand: März 2018). Zwar liegt der Bundesstaat Connecticut, was das Pro-Kopf-Einkommen angeht, in den USA an erster Stelle, unter den 178 Gemeinden Connecticuts liegt die Hauptstadt Hartford jedoch an 178. und letzter Stelle mit nur (2015) 17.311 US-Dollar.
Hartford wird traditionsgemäß als „Versicherungshauptstadt der Welt“ bezeichnet und ist bis heute der Hauptsitz von bedeutenden Versicherungsunternehmen wie Aetna und The Hartford Financial Services Group, Inc. Der Raum Hartford ist außerdem der Sitz von Colt Firearms und großen internationalen Konzernen wie der United Technologies Corporation mit ihren Töchtern Carrier, Hamilton Sundstrand, Pratt & Whitney, Otis, UTC Fire & Security, UTC Power und UTC Fuel Cells.

### Medien
- Hartford Courant
- Hartford Advocate

### Bildung und Forschung
- Hartford International University for Religion and Peace (früher Hartford Seminary)
- Institute of Living
- University of Hartford
- University of Connecticut Business School
- University of Connecticut School of Law
- Saint Joseph College
- Trinity College
- Hartford Public High School (zweitälteste Schule in den USA, gegründet von Edward Hopkins 1638)[8]

## Partnerstädte
Hartfort ist mit folgenden Städten Partnerschaften eingegangen:
- João Pessoa, Brasilien
- Dongguan, Volksrepublik China
- Mao, Dominikanische Republik
- Hertford, Vereinigtes Königreich
- Cape Coast, Ghana
- Thessaloniki, Griechenland
- New Ross, Irland
- Floridia, Italien
- Morant Bay, Jamaika
- Ocotal, Nicaragua
- Bydgoszcz, Polen
- Mangualde, Portugal
- Caguas, Puerto Rico
- Freetown, Sierra Leone
- Couva, Trinidad und Tobago